# プラスe

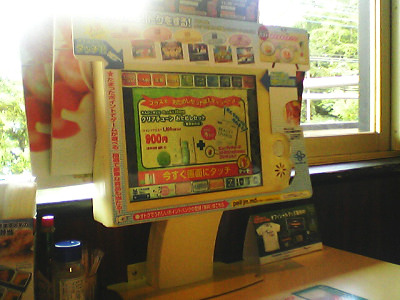
プラスe端末

プラスe（プラスイー）は、かつて存在した日本のマルチメディア端末。ファミリーレストランや居酒屋などのテーブルごとに1台ずつ設置されたタッチパネル端末で、占いやゲームなど多様なコンテンツを利用者に提供し、その利用料を飲食代とともに請求するというシステムであった。駐車場設備機器の販売・保守を行う株式会社ジェイ・シー・エム（JCM）が2001年（平成13年）に新規事業として立ち上げ、同社の年商の急拡大につながったが、プラスeの設置・運営・保守など一切の費用を自社負担する高コスト体制であったため、同社を民事再生手続の申し立てに追い詰めることになった。
プラスeの「e」はエンターテインメント（entertainment）であり、enjoy（楽しむ）、excite（興奮させる）、excellent（優れた）など複数の意味合いを持たせていた。

## 歴史
2001年（平成13年）の外食産業は値下げ競争と牛海綿状脳症（BSE、狂牛病）問題が暗い影を落とした中、情報技術（IT）を活用した集客増が注目を集め、チェーン店ではブロードバンドインターネット接続の提供やタッチパネル式の情報端末を設置するなどの実験が行われていた。タッチパネル式の情報端末は大きく2つに分けられ、ゲーム等のコンテンツを提供する「エンターテインメント端末」と料理の注文ができる「セルフオーダー端末」がある。この潮流の中にプラスeも含まれ、「エンターテインメント端末」に分類される。

### プラスeの登場
2001年（平成13年）1月22日、JCMは日立ソフトウェアエンジニアリング、東京放送（現TBSテレビ）、ビーエス・アイ（現・BS-TBS）、日立京葉エンジニアリング（現・日立ケーイーシステムズ）、日立電子サービス（現・日立システムズ）、JSAT（現・スカパーJSAT）、NTTコミュニケーションズと共同記者発表を行い、プラスeを発表した。発表当初のコンテンツ提供事業者はエイベックスほか13社に及び、同年1月25日に東京都武蔵野市のガスト関前店に試験導入することが公表された。記者発表時点でプラスeの導入を決めていた企業はすかいらーくなど12社であった。また2005年（平成17年）までの導入目標を日本全国で5,500店舗11万台とした。なお、この発表の前に、日経産業新聞が2000年（平成12年）10月5日にプラスeについて報道している。
2001年（平成13年）7月時点で導入店舗数は、ガスト30店、不二家レストラン30店、M's DINING28店であった。ガストではこの30店での実験を通して、端末1台あたり1日平均700円から800円の売り上げがあり、来客増にもつながっていると結論付け、翌2002年（平成14年）4月までに全店舗への設置を決定した。

### プラスeの成長
ガスト全店への導入により、プラスeは2002年（平成14年）4月に約1,000店舗15,000台以上設置された。同年5月には上映時間が2分から10分程度の短編映画の配信を開始、オムニバス・エンターテイメントはプラスeに1曲100円でミュージック・ビデオを本格的に配信する決定を下した。翌6月にはソフトバンク・メディア・アンド・マーケティング（現・SBクリエイティブ）と協力し、日韓ワールドカップ開催による利用増を見込んで、中田英寿らが出場するセリエAのサッカーの試合の有料配信を開始した。
2003年（平成15年）もコンテンツの充実が進み、4月にはワイルドカードと協力して「ディズニー・オン・プラスe」と称したディズニーキャラクターが登場する4つの占い・ゲームの配信が始まり、5月にはバンダイグループ各社によるゲーム配信、7月にはプライム（現・CJプライムショッピング）がテレビショッピング無料提供、8月にはナムコによるゲーム配信、2004年（平成16年）4月にはエポック社によるシルバニアファミリーのゲーム配信が開始された。2003年（平成15年）9月、日本アイ・ビー・エムと共同開発した料理の注文機能も付加した新端末の試験導入が始まり、安楽亭と焼肉屋さかいで試験的に採用された。この新端末は単に注文ができるだけでなく、林家こぶ平（現・9代目林家正蔵）やあさりどらお笑いタレントが店員に扮して画面に登場し、おすすめメニューを提案するという娯楽性も付加していた。同年12月18日付の日経MJは「コンビニの棚の取り合いのような状況になりつつある」と、コンテンツを提供する各社の間でプラスeが高い関心を集めていることを報じた。一方、2003年（平成15年）8月の設置台数は約1,000店舗約16,000台と大きく変化していない。

### プラスeの終焉
プラスeの運営会社であるJCMの年商はプラスe導入前の2000年（平成12年）4月期は5億7100万円であったが、導入後の2003年（平成15年）同期には92億4200万円に成長し、株式公開を視野に入れていた。ところが、「フリーユース」と称してプラスeを含む機器類の設置から運営、保守まですべての費用を自社で負担していたことによる資金負担の累積や、事業の急拡大に伴う資金手当てが追い付かなかったことから約253億1100万円の負債を抱え、2004年（平成16年）8月5日に東京地方裁判所に民事再生手続の開始を申し立てた。東京地方裁判所は同日保全命令を出した。この時点での株式会社ジェイ・シー・エムは東京都港区芝浦1-2-1に本社を置き、122人の従業員を雇用していた。
プラスe端末はJCMの民事再生手続の申し立て以後も各店舗に設置されていたが、2005年（平成17年）9月をもって撤去され、姿を消した。JCMは後にグリーンパーク株式会社となって駐車場管理業を継続し、JCMの社長がそのまま社長を務めた。しかし2010年（平成22年）9月期までの過去3年間で約5億4600万円の所得隠しを行い約1億6400万円を脱税したとして2012年（平成24年）11月8日に東京地方検察庁特別捜査部に法人と元社長が起訴された。

## 端末
端末のシステムは日立ソフトウェアエンジニアリングと日立電子サービスが開発した。データの送受信はJSATの提供する通信衛星を利用し、当時のインターネット配信よりも高速送受信が可能であったとされる。
各テーブル上には12.1型の薄膜トランジスタ（TFT）液晶ディスプレイのみが設置され、端末本体は客に見えないように設置された。テーブルに設置されたディスプレイは横向きに設置されたため、プラスe用のゲームを開発する際は、それに合わせた工夫がなされた。ゲーム初期のプラスeはCPUにPentium III、メモリにSDRAM、OSにMicrosoft Windows 98を採用していた。映像圧縮にはMPEG-2を用いていたが、2003年（平成15年）9月からVP5に切り替えている。なお混雑した店内では音声が聞き取りづらいという問題があった。
端末の設置・運営・保守にかかる費用はJCMが負担した。さらにコンテンツ利用料の一部を設置店舗に支払っていた。これをJCMは「フリーユース」と名付け、費用節減をしつつ集客増を目指したいファミリーレストランを顧客とした。この販売手法はJCMの本業である駐車場設備販売のノウハウを適用したものであった。開始当初はうまくいっていたが、最終的には会社の存亡に関わる危機を招く結果となった。

## コンテンツ
2001年（平成13年）のシステム運用開始時点では、ゲーム・占いは有料、スポーツや芸能ニュースと天気予報は当面無料とされ、その間は広告料収入で賄った。有料コンテンツは当初1つあたり30円から100円、中期には50円から200円で提供していた。コンテンツは、料理の注文から到着までの空き時間の利用が想定され、コンテンツを利用することによる回転率低下を防止するため約5分で終了する短いものが採用された。また1度購入したコンテンツは1回しか利用できない。2002年（平成14年）4月時点のコンテンツ数は約60種類、翌2003年（平成15年）4月時点では12ジャンル約80種類あった。
若い男女を中心として人気を集めていたとされる。家族連れの場合、子供がプラスeのゲームに熱中し、料理が来ても食べ始めないということもあった。
コマーシャルメッセージ（CM）を配信し、液晶画面に触れると詳細情報を表示することができた。
コンテンツの例
- 占い
  - プーさんのしあわせ占い（ディズニー・オン・プラスe）[14]
  - ディズニープリンセスロマンス占い（ディズニー・オン・プラスe）[14]
  - りょー子先生の診療室（セガ）[注 6]
- ゲーム
  - ガンダムバトルシューティング（バンダイネットワークス）[15]
  - クイズ$ミリオネア（アイドス・インタラクティブ、フジテレビジョン）[17]
  - クレヨンしんちゃんを探せ（バンプレスト）[15]
  - シルバニアファミリー かわいい赤ちゃん大集合[18]
  - タッチ・デ・ウノー!2（セガ）[17]
  - とっとこあそぼう!ハムちゃんず!（小学館プロダクション、ウェブプログレッシブ）[17]
  - ドラえもん ふしぎな時空大冒険（セガ）[31]
  - なでなでドリー（セガ）[31]
  - パックマンのことばdeパズル[17]
  - ぽちレスキュー（セガ）[31]
  - ミッキーのタッチdeパズル（ディズニー・オン・プラスe）[14]
  - 指ノ先カントリー倶楽部（セガ）[31]
  - リロ・アンド・スティッチハッピー絵合わせ（ディズニー・オン・プラスe）[14]
  - 飛び出す！ガンシューティング（ディースリー・パブリッシャー、ビーワークス）
  - ストローズ（ディースリー・パブリッシャー、ビーワークス）
  - 砲撃王バッカス（ディースリー・パブリッシャー、ビーワークス）
- 映像作品
  - オー!マイキー[32]
  - 世界名作劇場『フランダースの犬』[33]
  - ライト・オブ・ダークネス[11]
  - リカちゃん[注 7]